# Xu Yonglai
Xu Yonglai (en chino, 徐永来; Qingdao, China; 16 de agosto de 1954) es un exfutbolista de China que jugaba en la posición de delantero.

## Carrera

### Club
Juó toda su carrera con el Shandong Taishan de 1971 a 1983.

### Selección nacional
Jugó para China de 1980 a 1981 en 10 partidos y anotó seis goles, cuatro de ellos en la Copa Asiática 1980.